# Coproica urbana
Coproica urbana är en tvåvingeart som först beskrevs av Richards 1960.  Coproica urbana ingår i släktet Coproica och familjen hoppflugor.
Artens utbredningsområde är Minnesota. Inga underarter finns listade i Catalogue of Life.